# Josep Miquel Ribot
Josep Miquel Ribot (Palma) és un baix mallorquí.
Va estudiar al Conservatori de les Illes Balears, la Juilliard School de Nova York (1993) i l'Opéra de París (1997). És cantant habitual a l'Opéra de la Bastille en Lulu, Manon, Don Giovanni, Les vêpres siciliennes, Les Contes d'Hoffmann, Guerra i pau i Gianni Schicchi, entre d'altres. Al Festival d'Orange va cantar en L'Heure espagnole, al Grand Théâtre de Ginebra en Un re in ascolto de Berio, I puritani i La bohème a Nantes, Carmen a Gènova, Il barbiere di Siviglia a Londres i Les Troyens a Amsterdam. Al Teatro Real de Madrid ha cantat en Tosca, Macbeth, Don Carlo, La flauta màgica, Dialogues des Carmélites, Ariadne auf Naxos, Les Contes d'Hoffmann i El viaje a Simorgh.
Debutà al Liceu amb Il corsaro (2004-05). Hi ha tornat amb La Gioconda i Otello (2005-06) i diversos programes al Foyer, Le nozze di Figaro, Die Meistersinger von Nürnberg i Salomé (2008-09).